# Somapura Mahavihara
Somapura Mahavihara (Sanskrit; bengali: সোমপুর মহাবিহার Shompur Môhabihar) i byn Paharpur, Naogaon, provinsen Rajshahi (provins) i Bangladesh (25°1'51.83"N, 88°58'37.15"E) är en av de mest kända buddhistiska klosterruinerna på den Indiska subkontinenten. Ruinerna visar på Mahayanabuddhismens framväxt i Bengalen och var fram till 1100-talet ett intellektuellt och kulturellt centrum. Platsen är idag betydelsefull för buddhistarkitekturen som influerat byggnadsmönstren i hela Sydasien. Somapura Mahavihara fick världsarvsstatus 1985.

## Arkitektur
Den kvadratiska strukturen består av 177 celler och en traditionell buddhistisk stupa i mitten. Rummen användes av munkarna för boende och meditation. Utöver detta har ett stort antal stupor och helgedomar av olika storlekar samt terrakottaplattor, stenskulpturer, inskriptioner, mynt, keramik med mera hittats. 
Området, som totalt täcker en yta på 11 hektar, utgjorde en gång det stora buddhistklostret Somapura Mahavihara. Det var ett viktigt intellektuellt center för dharmatraditioner såsom buddhister (Buddha Dharma), jainister (Jaina Dharma) och hinduer (Sanatana Dharma). Byggnadskomplexet, som omfattar 8,5 ha, har 177 celler, flera vihara, ett antal stupor, tempel och ett antal andra underordnade byggnader. På de yttre murarna finns ornamentala terrakottaplattor som tydligt visar de tre religionernas påverkan.
I termer av yta, var Somapura den största mahaviharan. Den var även ganska ovanlig arkitektoniskt. Som en forskare beskrev det, dominerades komplexet av ett tempel, som inte var typiskt, och vidare, hade templet "ingen av den indiska tempelarkitekturens utmärkande drag, men påminner starkt, med sin korsformade grund, terrasserade struktur med infällda kammare och gradvis minskande pyramidform, om de buddhistiska templen i Burma, Java och Kambodja . . under Palaimperiets tidevarv existerade någon form av umgänge mellan östra Indien och Sydostasien . . men hur denna tempeltyp, representerad i Indien av detta enda exemplar, blev buddhisttemplens standardarkitektur är inte känt."  Andra har kommenterat, "det råder ingen tvivel om att denna arkitekturstil fått stort inflytande på den i Burma, Java och Kambodja. De tempel som mest kan liknas vid det jättelika templet i Paharpur finns i tempel kända som Chandi Loro Jongrang och Chandi Sevu i Prambanam i Jawa Tengah."